# ケイゾン
ケイゾン は、株式会社Fanet社が運営している投資ゲームサイト。
サイト名の ケイゾン は 恵存 から。

## 主なサービス
トレダビ
20分遅れではあるが、実際の株価情報を利用した無料の投資ゲーム（バーチャルトレード）。
チェース
トレダビ上位者の売買データの追跡、注目銘柄の検索などを行う有料サービス。